# Campeonato Paranaense de Futsal de 2023
O Campeonato Paranaense de Futsal de 2023, será a 29ª edição da principal competição da modalidade no estado, sua organização é de competência da Federação Paranaense de Futsal.
Os 14 integrantes do estadual serão divididos em duas chaves com sete equipes cada. Serão três turnos. No primeiro, os times jogam entre si dentro do grupo. Já no segundo enfrentam os adversários da outra chave. Enquanto isso, o terceiro turno repetirá a fórmula do primeiro, com os clubes jogando entre si dentro de cada chave.
Durante a primeira fase, serão 21 rodadas e 19 partidas para cada um.
Outra novidade é o não rebaixamento de nenhuma equipe.

## Primeira Fase

### Grupo A
| Pos | Times         | Pts | J  | V | E | D  | GP | GC | SG  | GA   |  | Classificação                    |
| --- | ------------- | --- | -- | - | - | -- | -- | -- | --- | ---- |  | -------------------------------- |
| 1   | Chopinzinho   | 32  | 19 | 9 | 5 | 5  | 55 | 45 | +4  | 1,22 |  | Zona de Classificação as Quartas |
| 2   | Foz Cataratas | 30  | 19 | 8 | 6 | 5  | 46 | 43 | +3  | 1,07 |  | Zona de Classificação as Quartas |
| 3   | Campo Mourão  | 28  | 19 | 7 | 7 | 5  | 52 | 51 | +1  | 1,02 |  | Zona de Classificação as Quartas |
| 4   | Marreco       | 23  | 19 | 6 | 5 | 8  | 38 | 41 | -3  | 0,93 |  | Zona de Classificação as Quartas |
| 5   | São Miguel    | 19  | 19 | 4 | 8 | 7  | 39 | 39 | 0   | 1,00 |  | Zona de Classificação as Quartas |
| 6   | Guarapuava    | 15  | 19 | 4 | 3 | 12 | 33 | 54 | -21 | 0,61 |  | Zona de Classificação as Quartas |
| 7   | Dois Vizinhos | 13  | 19 | 3 | 4 | 12 | 34 | 59 | -25 | 0,58 |  | Zona de Eliminação               |

#### Confrontos
Para ler a tabela, a linha horizontal representa os jogos da equipe como mandante. A coluna vertical indica os jogos da equipe como visitante.
|               | CPZ | DVZ | CAM | MAR | FOZ | GUA | SMI |
| ------------- | --- | --- | --- | --- | --- | --- | --- |
| Chopinzinho   | —   |     | 2-2 | 2-0 | 4-4 |     |     |
| Dois Vizinhos |     | —   |     | 1-2 |     |     | 4-4 |
| Campo Mourão  |     | 1-3 | —   |     |     | 4-2 |     |
| Marreco       |     |     | 5-6 | —   | 1-2 |     |     |
| Foz Cataratas |     | 2-2 | 3-2 |     | —   |     | 1-0 |
| Guarapuava    | 0-2 | 2-1 |     |     | 2-0 | _   |     |
| São Miguel    | 2-4 |     |     | 3-2 |     | 5-2 | —   |

| Vitória do mandante; Vitória do visitante; Empate. |

### Grupo B
| Pos | Times                | Pts | J | V | E | D | GP | GC | SG  | GA   | Classificação                       |
| --- | -------------------- | --- | - | - | - | - | -- | -- | --- | ---- | ----------------------------------- |
| 1   | Cascavel             | 13  | 7 | 3 | 4 | 0 | 20 | 11 | +9  | 1,82 | Zona de Classificação as quartas    |
| 2   | Esporte Futuro       | 12  | 6 | 4 | 0 | 2 | 15 | 11 | +4  | 1,36 | Zona de Classificação as quartas    |
| 3   | Pato Futsal          | 11  | 6 | 3 | 2 | 1 | 11 | 6  | 5   | 1,83 | Zona de Classificação aos Play-Offs |
| 4   | Operário Laranjeiras | 6   | 7 | 2 | 3 | 2 | 14 | 10 | +4  | 1,40 | Zona de Classificação aos Play-Offs |
| 5   | Ampére               | 6   | 5 | 1 | 3 | 3 | 12 | 16 | -4  | 0,75 | Zona de Classificação aos Play-Offs |
| 6   | Umuarama             | 6   | 6 | 1 | 3 | 2 | 5  | 7  | -2  | 0,71 | Zona de Classificação aos Play-Offs |
| 7   | MEC Mangueirinha     | 4   | 5 | 1 | 1 | 5 | 12 | 25 | -13 | 0,48 | Zona de Eliminação                  |

#### Confrontos
|                      | CAS | OPE | PAT | AMP | ESP | UMU | MEC |
| -------------------- | --- | --- | --- | --- | --- | --- | --- |
| Cascavel             | —   |     | 1-0 | 3-3 | 5-1 |     | 5-1 |
| Operário Laranjeiras | 1-1 | —   |     | 4-2 |     |     | 1-1 |
| Pato Futsal          |     | 1-1 | —   |     |     | 0-0 | 5-3 |
| Ampére               |     |     | 1-4 | —   | 2-3 | 0-0 |     |
| Esporte Futuro       |     | 3-1 | 0-1 |     | —   |     | 6-1 |
| Umuarama             | 2-2 | 1-0 |     |     | 1-2 | _   |     |
| Mangueirinha         |     |     |     | 0-2 |     | 3-1 | —   |

| Vitória do mandante; Vitória do visitante; Empate. |